# Carl Auler

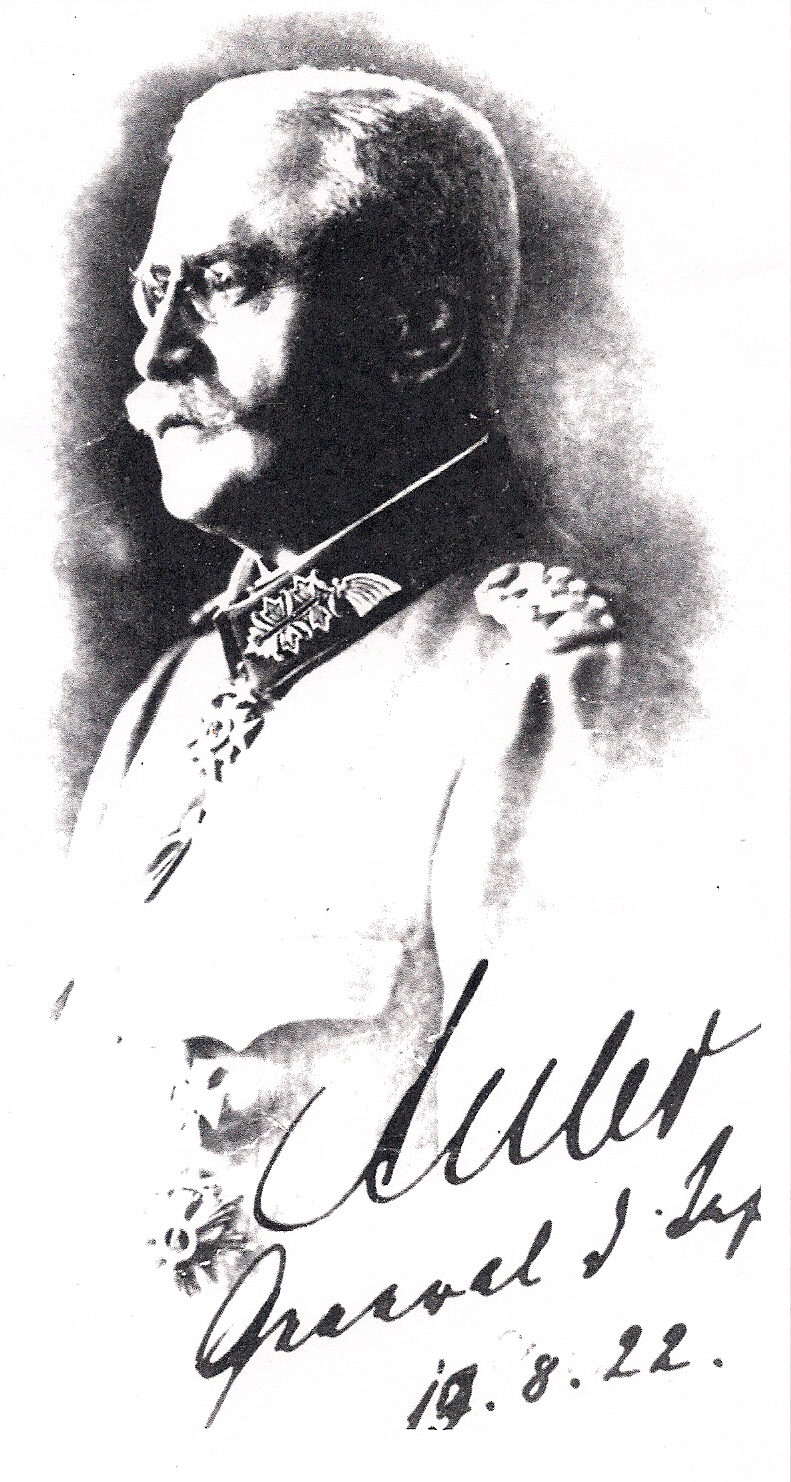
General Carl Lorenz Auler und dessen Unterschrift

Carl Lorenz Auler (* 8. Mai 1854 in Simmern/Hunsrück; † 2. November 1930 in Ulm) war ein preußischer General der Infanterie, Militärberater im Osmanischen Reich und Reiseschriftsteller.
Zwischen 1901 und 1908 hielt er sich als einer der deutschen Militärberater im Osmanischen Reich auf. Aufgrund seiner technischen Ausbildung als Ingenieur begleitete er den Bau der berühmten Hedschasbahn von Damaskus bis Medina. Über das Bahnprojekt, aber auch über Land und Leute auf der arabischen Halbinsel publizierte er zwei umfangreiche monografische Berichte, die ihn als einen der letzten großen Reiseschriftsteller ausweisen.

## Leben

### Herkunft und Schule
Auler war Sohn eines betuchten protestantischen Kaufmanns aus dem Hunsrück und wurde nach der Volksschule auf die Realgymnasien in Neuwied und Köln geschickt. Hier machte er am Gymnasium an der Kreuzgasse im Herbst 1871 sein Abitur.

### Ausbildung
Unmittelbar nach dem Deutsch-Französischen Krieg meldete sich Auler am 14. Oktober 1871 als Einjährig-Freiwilliger beim Pionier-Bataillon Nr. 11 der Preußischen Armee in Kastel bei Mainz. Bis Mitte Juli 1873 besuchte er die Kriegsschule in Metz. Es folgte am 16. Oktober 1873 die Beförderung zum Sekondeleutnant. Ab Anfang Oktober 1874 bis in den Juli 1876 wurde er zur Vereinigten Artillerie- und Ingenieurschule nach Charlottenburg abkommandiert. Dann fand er Verwendung in verschiedenen Stellungen des Ingenieur- und Pionier-Korps, u. a. ab Juni 1876 in der 2. Kompanie des Badischen Pionier-Bataillon Nr. 14 in Straßburg. Im März 1881 wurde Auler zum Premierleutnant befördert.
Ab Herbst 1882 war Auler der Festungsbehörde in Ulm zugeteilt. Hier heiratete er am 8. Mai 1884 die Ulmerin Marie Fanny Charlotte Wieland (* 1866); ihre Eltern waren der Fabrikant Philipp Jakob (Glockengießer und Gründer der Wieland-Werke AG) und Mathilde Wieland. Zwischen 1885 und 1894 wurden dem Paar vier Söhne geboren. Im Oktober 1887 erfolgte die Beförderung zum Hauptmann sowie eine Versetzung zur IV. Ingenieur-Inspektion; dort diente er u. a. als Direktionsoffizier an der Artillerie- und Ingenieurschule.
Ab September 1890 tat Auler beim Pionier-Bataillon Nr. 7 in Köln-Deutz als Kompaniechef Dienst. Auler diente in Deutz unter anderem unter dem Kommandeur Bruno Julius von Mudra (1893–1898). Drei Jahre später wurde er von dieser Aufgabe entbunden und rückte in den Bataillonsstab auf. Im Herbst 1896 erfolgte die Beförderung zum Major und Mitte April 1898 wurde Auler unter Ernennung zum Ingenieuroffizier vom Platz wiederum nach Ulm in die 3. Ingenieur-Inspektion versetzt.

### Militärberater in der Türkei
Am 18. Oktober 1901 trat Auler durch Vermittlung der deutschen Regierung als Mitglied des Deutschen Militärmissionen im Osmanischen Reich in den türkischen Militärdienst über. Er erhielt durch Sultan Abdülhamid II. den Rang eines Generalmajors auf Zeit und zusätzlich den diesem Dienstgrad zustehenden Ehrentitel Pascha. Bis 1908 war Auler Pascha nun als Militärberater und Generalinspekteur des Pionier- und Ingenieurwesens in der Türkei tätig. Es ging um die Modernisierung der türkischen Armee und der Befestigungen der Außengrenzen des Landes. Aufgrund außenpolitischer Interventionen und widriger innerpolitischer Strömungen kam er – wie auch die anderen deutschen Reformatoren – bei diesen Vorhaben nicht zum Zuge. Stattdessen wurden sie vom Sultan mit unverfänglicheren Aufgaben betraut.
So wurde Auler Ende Oktober 1903 in eine Kommission berufen, die im Rahmen einer Rundreise durch die zum islamisch dominierten Osmanischen Reich gehörenden Regionen Makedonien und Thrakien „die Disciplin sämmtlicher Truppen […] controlliren“ sollte, wie Auler später schrieb. Konkret ging es um die Prüfung von Willkürakten und Übergriffen des türkischen Militärs auf die zivile Bevölkerung im Rahmen des Ilinden-Aufstands, einer religiös und ethnisch begründete Volksrevolte.
Im Folgejahr wurde Auler mit der Berichterstattung über die Fortschritte beim Bau der Hedschasbahn beauftragt. Deren im Bau befindliche Trasse verläuft über 1.300 km von Syrien bis nach Medina im heutigen Saudi-Arabien. Auler war als ausgebildeter Pionieringenieur prädestiniert für diese technische Begutachtung. Er befuhr mehrfach die fertiggestellten Abschnitte der Bahnstrecke, zum Teil in Gebieten, die damals für Christen nicht erlaubt waren. Zügig nach den Touren publizierte er 1906 und 1908 zwei mit eigenen Fotos und ebensolchen Farbtopografien reich illustrierte Monografien. Neben den auftragsgemäß technischen Aspekten berichtet er immer wieder auch über Land und Leute, über Ruinenstätte und abenteuerliche Vorkommnisse. Beispielsweise nahm er als Ehrengast des Sultans an Feierlichkeiten zur Eröffnung von Teilstrecken der Bahn teil.
1908 kehrte Auler ernüchtert und auf eigenen Wunsch nach Deutschland zurück. Als Oberst wurde er Inspekteur der 1. Festungs-Inspektion in Königsberg. Am 22. März 1910 zum Generalmajor befördert wurde er nun in der Festung Straßburg tätig, anschließend in gleicher Eigenschaft an die Spitze der 1. Ingenieur-Inspektion in Berlin berufen. Am 19. November 1912 wurde er zum Generalleutnant befördert und am 3. März 1914 in Genehmigung seines Abschiedgesuches mit der gesetzlichen Pension zur Disposition gestellt. Seinen Ruhestand verlebte er in Ulm.

### Erster Weltkrieg
Bei Ausbruch des Ersten Weltkriegs wurde Auler als z.D.-Offizier wiederverwendet und als Kommandeur der 5. Landwehr-Division vom 16. Januar 1915 bis zum 14. März 1916 sowie vom 18. April 1916 bis zum 14. August 1918 eingesetzt. In dieser Eigenschaft erhielt er am 27. Januar 1918 den Charakter als General der Infanterie. Außerdem wurde Auler während des Krieges mit den Schwertern zum Roten Adlerorden II. Klasse mit Eichenlaub und Stern sowie dem Kronenorden I. Klasse mit Schwertern ausgezeichnet.
„Die 5. Landwehr-Division hat […] während des ganzen Krieges vor Verdun die Macht gehalten und an allen Kämpfen […] teilgenommen“ schreibt Auler später in dem Vorwort zu seinem Buch von 1923. Krank überlebte er die Kriegsjahre. Für eine Nobilitierung, wie sie auf Vorschlag des deutschen Kaisers an ihn herangetragen wurde, konnte Auler allerdings nicht gewonnen werden. Seinen Lebensabend verbrachte der Militär in Ulm; u. a. schrieb er seine Erinnerungen an den Krieg auf. Er starb Anfang November 1930. Die Kölnische Zeitung würdigte ihn als den „letzten der alten ‚Reformer‘ des türkischen Heeres“.

### Nachlass
Der Nachlass von Carl L. Auler wird u. a. im Stadtarchiv Ulm und im Landesarchiv Baden-Württemberg in Stuttgart verwahrt.

## Schriften
- Geschichte des Hessischen Pionier-Bataillons Nr. 11. Berlin 1895.
- Die 5. Preußische Landwehr-Division im Weltkrieg 1914-1918. Chr. Belser AG, Stuttgart 1923.
- Die Hedschasbahn. Auf Grund einer Besichtigungsreise und nach amtlichen Quellen. Ergänzungsheft 154 zu A. Petermanns Geographischen Mitteilungen aus Justus Perthes´ Geographischer Anstalt, Gotha 1906.
- Die Hedschasbahn II. Von Ma:´ận bis El´ Ula. Auf Grund einer zweiten Besichtigungsreise und nach amtlichen Quellen. Ergänzungsheft 161 zu A. Petermanns Geographische Mitteilungen aus Justus Perthes´ Geographischer Anstalt, Gotha 1908.